# Пасенко, Дмитрий Тимофеевич
Дмитрий Тимофеевич Пасенко (1898, Могилёв, Подольская губерния, Российская империя — 1969, Флорештский район, Молдавская ССР) — председатель колхоза «Завет Ленина» Флорештского района, Молдавская ССР. Герой Социалистического Труда (1957). Депутат Верховного Совета Молдавской ССР 4 — 5 созывов.

## Биография
Родился в 1898 году в крестьянской семье в уездном городе Могилёв (сегодня — Могилёв-Подольский Винницкой области). В 1918—1922 годах участвовал в Гражданской войне на стороне Красной Армии. Затем в течение нескольких десятилетий был кадровым офицером (предположительно в войсках НКВД). Член ВКП(б). Вышел в отставку в звании подполковника.
В 1950 году обратился во Флорешский райком партии с ходатайством направить его на работу на одно из отстающих сельскохозяйственных предприятий Флорештского района. Был избран председателем колхоза «Завет Ленина» Флорештского района.
За короткое время вывел колхоз в число передовых многоотраслевых сельскохозяйственных предприятий Флорешского района. Особое внимание уделял животноводству. Построил молочно-товарную и животноводческую фермы, применял передовые зоотехнические методы, основал социалистическое соревнование среди колхозников. В 1955—1956 годах в колхозе было получено в среднем с каждого гектара по 23 центнера озимой пшеницы, 34 центнера кукурузы, 18 центнеров подсолнечника, 23 центнера сахарной свёклы. В 1956 году колхоз сдал государству на сто гектаров сельскохозяйственных угодий по 264 центнера молока, по 42 центнера мяса, в том числе на 100 гектаров пашни — по 20 центнеров свинины. Средний надой на каждую фуражную корову составил 4217 килограммов. План сдачи и продажи мяса государству был выполнен в 1956 году на 225 %, молока — на 437 %. Доход колхоза составил около 6,1 миллионов рублей.
Указом Президиума Верховного Совета СССР от 15 февраля 1957 года удостоен звания Героя Социалистического Труда за «за выдающиеся успехи, достигнутые в деле подъёма всех отраслей сельского хозяйства, широкое применение достижений науки и передового опыта в сельскохозяйственном производстве, получение высоких урожаев сельскохозяйственных культур и повышение продуктивности общественного животноводства» с вручением ордена Ленина и золотой медали «Серп и Молот» (№ 7364).
Избирался членом Флорештского райкома Компартии Молдавии, делегатом VII—X съездов Компартии Молдавии, депутатом Верховного Совета Молдавской ССР 4 — 5 созывов (1955—1963), депутатом местных Советов депутатов трудящихся.
После выхода на пенсию проживал во Флорешском районе. Умер в 1969 году.
Награды
- Герой Социалистического Труда
- Орден Ленина
- Медаль «За отвагу» (28.10.1967)